# Səkinə İsmayılova
Səkinə İsmayılova (ur. 24 lutego 1956) – azerska piosenkarka, twórczyni mugam.

## Życiorys
Kształciła się w zakresie mugam w szkole muzycznej Asaf Zeynalli. Skończyła ją w 1974. W 1990 ukończyła studia na Państwowym Uniwersytecie Kultury i Sztuki w Azerbejdżanie.
Jest pierwszą piosenkarką, która wykonała mugam na dafie. Jako pierwsza stworzyła trio piosenkarek mugam. Występowała z tym zespołem w kilku krajach. Grała też w teatrach i operach.
Otrzymała tytuły: Zasłużona Artystka ASRR (1988) i Ludowa Artystka Azerbejdżanu (1992). 24 lutego 2016 została odznaczona Orderem Chwały za zasługi dla rozwoju i promocji azerbejdżańskiej sztuki mugam.
Jest wykładowczynią Azerbejdżańskiego Państwowego Uniwersytetu Kultury i Sztuki oraz Narodowego Konserwatorium Azerbejdżanu.